# Старосільська волость
Старосільська волость — історична адміністративно-територіальна одиниця Черкаського повіту Київської губернії з центром у селі Велике Старосілля.
Станом на 1886 рік складалася з єдиного поселення, єдиної сільської громади. Населення — 3631 особа (1794 чоловічої статі та 1837 — жіночої), 376 дворових господарства.
|                     | Площа, десятин | У тому числі орної, десятин |
| ------------------- | -------------- | --------------------------- |
| Сільських громад    | 1989           | 1267                        |
| Приватної власності | 2978           | —                           |
| Іншої власності     | 36             | 31                          |
| Загалом             | 5003           | 1298                        |

Поселення волості:
- Велике Старосілля — колишнє власницьке містечко при річці Вільшанка за 47 верст від повітового міста, 3385 осіб, 376 дворів, православна церква, школа, 6 постоялих будинків, 3 лавки.